# Norman H. Bangerter
Norman Howard Bangerter (West Valley City, 4 de enero de 1933 – Murray (Utah), 14 de abril de 2015) fue un político y empresario estadounidense que fue el 13.º Gobernador de Utah desde 1985 hasta 1993. Fue el primer republicano elegido para este cargo desde 1960.

## Biografía
Bangerter nació en el seno de una familia de ascendencia suiza. Su hermano mayor, William Grant Bangerter, sirvió como autoridad general de La Iglesia de Jesucristo de los Santos de los Últimos Días.
Antes de su elección, Bangerter fundó una exitosa empresa construcción. Sirvió en la Cámara de Representantes de Utah de 1975 a 1985 y como speaker de este grupo desde 1981 hasta 1985. Durante su mandato como gobernador, Bangerter se ocupó de las inundaciones del Great Salt Lake y sus afluentes mediante la aprobación de la construcción de grandes bombas de 60 millones de dólares para canalizar el exceso de agua desde el lago hacia el Salar de Bonneville. Esto fue inicialmente exitoso, sin embargo, causó cierta controversia cuando el nivel del agua del lago cayó en años posteriores, y algunos consideraron que las bombas inactivas eran un desperdicio. Uno de sus principales intereses era la mejora del sistema educativo.
Después de su retirada como gobernador, Bangerter volvió a su empresa de construcción así como también sirvió tres años como presidente de la Misión de Johannesburgo de la Iglesia de Jesucristo de los Santos de los Últimos Días de 1996 a 1999.
El 14 de abril de 2015, Bangerter sufrió un infarto y murió a la edad de 82 años.